# Konger wschodni
Konger wschodni (Conger cinereus) – gatunek drapieżnej morskiej i słonawowodnej ryby węgorzokształtnej z rodziny kongerowatych (Congridae). Jest szeroko rozprzestrzeniony i pospolity w Morzu Czerwonym oraz w tropikalnych wodach Indo-Pacyfiku. Przebywa w płytkich wodach przybrzeżnych w pobliżu raf, w zatokach, zalewach i lagunach oraz w wodach głębszych, na głębokościach do 80 m p.p.m. Okazjonalnie wpływa do estuariów. Preferuje miękkie podłoże, wodorosty i mangrowce. Ma niewielkie, lokalne znaczenie gospodarcze. Bywa poławiany komercyjnie sprzętem sieciowym i haczykowym.
Jest to dosyć duża ryba o wydłużonym, węgorzowatym kształcie ciała. Otwór gębowy sięga za tylną krawędź oka. Płetwa piersiowa rozpoczyna się tuż za głową i łączy się z płetwą ogonową. Ich krawędzie są bardzo ciemne. Płetwy piersiowe jaśniejsze u nasady, przy brzegach czarniawe. Młode osobniki są jaśniej ubarwione, z miedzianozłotawymi bokami. Dorosłe mają brunatnoszare ciało.
Długość ciała dorosłych osobników wynosi przeciętnie około 50 cm, maksymalnie do 140 cm. W drugiej połowie XX w. łowione osobniki miały przeciętnie 80–120 cm długości.
Według stanu ze stycznia 2019 gatunek ten nie figuruje w Czerwonej księdze gatunków zagrożonych Międzynarodowej Unii Ochrony Przyrody (IUCN).

## Taksonomia
Takson ten został opisany naukowo po raz pierwszy przez Eduarda Rüppella w 1830 z Morza Czerwonego. W późniejszych latach opisywany przez innych autorów pod nazwami, które zostały uznane za synonimiczne.
Polską nazwę zwyczajową konger wschodni zaproponował w 1982 Stanisław Rutkowicz.

### Etymologia
Nazwa rodzajowa – łac. conger, jest dawnym określeniem węgorza. Epitet gatunkowy – łac. cinereus, oznacza „popielato-szary, koloru popielatego”, od cinis, cineris „popiół”.